# Gomphrena pilosa
Gomphrena pilosa là loài thực vật có hoa thuộc họ Dền. Loài này được (M.Martens & Galeotti) Moq. mô tả khoa học đầu tiên năm 1849.